# Lac Panache
 (avril 2018).
Si vous disposez d'ouvrages ou d'articles de référence ou si vous connaissez des sites web de qualité traitant du thème abordé ici, merci de compléter l'article en donnant les références utiles à sa vérifiabilité et en les liant à la section « Notes et références ».
Le lac Panache est un lac dans la province canadienne de l'Ontario. 

## Description
Il est situé dans le District de Sudbury, et une petite partie du lac est localisée dans l'extrême sud des limites de la ville du Grand Sudbury, à environ 10 kilomètres au sud de la communauté de Whitefish.
Le point le plus à l'ouest du lac se trouve à l'intérieur du canton de Foster, près d'Espanola, et son point le plus occidental se trouve dans le canton de Bevin, au sud de Lively.
Le système fluvial de Whitefish River constitue son principal apport et déversement d'eau. Une partie de la rive sud du lac forme la limite du Parc Provincial des lacs et cours d'eau de Killarney, une extension du Parc Provincial Killarney qui a été désigné en 2006.
Le lac a été initialement nommé Panache (au sens de style ou de flair) pour sa ressemblance avec un bois d'orignal. On ne sait pas exactement quand le lac a été nommé ainsi, même si ce nom apparaît sur des cartes de la région qui remontent jusqu'à l'an 1863. Au fil du temps, cependant, l'orthographe anglaise du nom s'est transformée en Penage. Plus récemment, d'usage officiel est revenue à l'orthographe originelle de Panache, bien que Penage soit encore parfois utilisé au quotidien.
Destination de chalets de loisirs populaire dans la région, le lac est accessible par deux routes, la Route Municipale 10 (Route du Lac Panache) dans le Grand Sudbury, et la Route du Lac Penage à Espanola. Une grande partie du lac, cependant, est seulement accessible par bateau à partir des ports de plaisance à la fin des deux routes d'accès.
La partie est du lac est desservie par deux ports de plaisance à service complet. Gemmell et Whitehead sont les deux ports de plaisance concurrents, offrant des services de stationnement de voitures et de bateaux, de vente de carburant, d'alimentation, d'appâts pour la pêche, et des services de taxi aquatiques. Gemmell a changé de propriétaire en 1966, racheté par les familles Lundgren et Sutinen, puis renommé Penage Marina.
Whitehead's Marina a été acheté par Bill Blanchard puis revendu à Vic et Judy Erola. À la fin des années 1970, Delky et Louis Dozzi ont racheté les titres d'Erola et renommé le port de plaisance Penage Bay Marina. Au début des années 1970, la part de la possession de la famille Lundgren est vendue à la famille Sutinen. En juin 1980, les frères Dozzi ont racheté le Penage Marina aux Sutinens. Après 30 ans de propriété, Louis Dozzi a vendu la Penage Bay Marina à Guy Richard en 2007.
La partie ouest du lac dispose d'un service complet de marina qui offre également des confiseries et de la restauration. Des hangars à bateaux privés se trouvent également sur ce site.
L'Association des Campeurs du Panache a été parmi les premières à fournir un environnement sécuritaire pour tous sur le lac. L'Association finance et gère les balises signalant des risques sur le lac et sont les gardiens d'un environnement sûr et propre pour tous.